# Guido
Guido je moško osebno ime. 

## Izvor imena
Ime Guido je različica imena Gvido.

## Pogostost imena
Po podatkih Statističnega urada Republike Slovenije je bilo na dan 31. decembra 2007 v Sloveniji število moških oseb z imenom Guido: 30.

## Osebni praznik
V koledarju je ime Guido skupaj z imenom Gvido; god praznuje 16. junija ali pa 12. septembra.